# MTV Europe Music Award za nejlepší elektroniku
Cena pro nejlepší Dance byla poprvé předána v roce 1994 až do roku 2003. V roce 2012 byla kategorie obnovena s názvem "Nejlepší elektronika."

## 1990 - 1999
| Rok  | Vítěz       | Nominovaní                                                             |
| ---- | ----------- | ---------------------------------------------------------------------- |
| 1994 | The Prodigy | - 2 Unlimited - D:Ream - Jam & Spoon - Reel 2 Real                     |
| 1995 | East 17     | - Ini Kamoze - La Bouche - Moby - Sin with Sebastian                   |
| 1996 | The Prodigy | - Everything but the Girl - Los del Río - Robert Miles - Mark Morrison |
| 1997 | The Prodigy | - Backstreet Boys - The Chemical Brothers - Daft Punk - Spice Girls    |
| 1998 | The Prodigy | - Dario G - Faithless - Madonna - Fatboy Slim                          |
| 1999 | Fatboy Slim | - Basement Jaxx - The Chemical Brothers - Jamiroquai - Mr. Oizo        |

## 2000 - 2009
| Rok  | Vítěz         | Nominovaní                                                      |
| ---- | ------------- | --------------------------------------------------------------- |
| 2000 | Madonna       | - Artful Dodger - Moby - Moloko - Sonique                       |
| 2001 | Gorillaz      | - Basement Jaxx - Daft Punk - Faithless - Roger Sanchez         |
| 2002 | Kylie Minogue | - Sophie Ellis Bextor - DB Boulevard - Moby - Röyksopp          |
| 2003 | Panjabi MC    | - The Chemical Brothers - Junior Senior - Moby - Paul Oakenfold |

## 2010 - 2019
- Kategorie nese název "Nejlepší elektronika."

| Rok  | Vítěz        | Nominovaní                                                |
| ---- | ------------ | --------------------------------------------------------- |
| 2012 | David Guetta | - Avicii - Calvin Harris - Skrillex - Swedish House Mafia |